# مارک مارتی
مارک مارتی مورنو (زاده ۱ اکتبر ۱۹۶۶) یک نقشه خوان رالی اهل اسپانیا است.

## زندگینامه
او برای اولین بار در رالی قهرمانی جهان (WRC) به عنوان کمک راننده برای اوریول گومز در سال ۱۹۹۲ حضور پیدا کرد.  در فصل 1999 ، او همکاری خود را با ژسوس پوراس و تیم کارخانه تیم رالی جهانی سیتروئن آغاز کرد. این ترکیب در تور دکورس ۱۹۹۹، پس از دیگر خودروی کیت سیتروئن سارا که توسط فیلیپ بوگالسکی هدایت می شد در رده دوم قرار گرفتند. پوراس و مارتی دو سال بعد اولین برد خود را در همان رویداد به دست آوردند. این اولین پیروزی سیتروئن سارا دبلیوآرسی از ۳۲ پیروزی جهانی رالی بود. 